# Turuptiana
Turuptiana is een geslacht van vlinders van de familie spinneruilen (Erebidae), uit de onderfamilie Arctiinae.

## Soorten
- T. affinis Rothschild, 1909
- T. lacipea Druce, 1890
- T. obliqua Walker, 1869